# كامبل ك. هايت
كامبل ك. هايت (بالإنجليزية: Campbell C. Hyatt)‏ هو سياسي أمريكي، ولد في 8 يونيو 1880 في الولايات المتحدة، وتوفي في 24 ديسمبر 1945 في نفس البلد. حزبياً، نشط في الحزب الجمهوري. وقد انتخب عضو مجلس ولاية فرجينيا.